# Incidentul Fashoda

Africa centrală și de răsărit în timpul incidentului

Incidentul Fashoda a fost punctul culminant al disputelor teritoriale imperialiste dintre Regatul Unit și Franța în Africa Răsăriteană, care a apărut în 1898. O expediție franceză spre Fashoda de pe fluviul Nilul Alb urmărea să obțină controlul asupra bazinul Nilului superior și prin aceasta să excludă accesul britanicilor la regiunea Sudanului. Întâlnirea dintre expediția franceză și forțele britanico-egiptene, (care depășeau numeric pe cele franceze cu 10:1) a avut loc  în condiții amicale dar, în Europa, a căpătat amploarea unei amenințări cu războiul. Britanicii s-au menținut ferm pe poziții, ambele imperii fiind în pragul războiului, cu discursuri agresive din partea ambelor tabere. Supusă unei presiuni politice intense, francezii s-au retras, ceea ce în final a asigurat controlul anglo-egiptean al regiunii. Status quo-ul a fost recunoscut printr-o înțelegere dintre cele două state, prin care era recunoscut controlul britanic asupra Egiptului, în vreme ce Franța devenea puterea dominantă în Maroc. Acest acord a consfințit eșecul atingerii de către francezi a principalelor obiective în această parte a Africii. 
„Între cele două guverne a fost o scurtă bătălie a dorințelor, cu britanicii insistând asupra retragerii imediate și necondiționate a francezilor din Fashoda. Francezii au trebuit să accepte aceste condiții, care echivalau cu o umilință publică.... Fashoda a fost reamintită multă vreme în Franța ca un exemplu al brutalității și nedreptății britanice.”
A fost o victorie diplomatică a britanicilor, francezii fiind cei care au realizat că pe termen lung au nevoie de prietenia Londrei în caz de război dintre Franța și Germania. Aceasta a fost ultima criză dintre cele două puteri, care ar fi implicat o amenințare cu războiul, și a deschis în schimb calea pentru o cooperare mai strânsă în ceea ce avea să devină Antanta cordială din 1904. Incidentul a dus la apariția „sindromului Fashoda” în politica externă franceză – încercarea de afirmare a influenței franceze în zonele care ar fi putut să devină predispuse la influența britanică.

## Contextul istoric general
La sfârșitul secolului al XIX-lea, regiuni vaste din Africa au fost revendicate și exploatate de puterile coloniale europene. După Conferința de la Berlin din 1885 cu privire la Africa de Vest, marile puteri europene au început căutarea oricărui teritoriu din Africa care nu se afla deja sub influența altei națiuni europene. Această perioadă din Istoria Africii este cunoscută de obicei cu numele Împărțirea Africii. Principalele două puteri care au fost implicate în această luptă au fost Regatul Unit și Franța, cărora li s-au alăturat Germania, Belgia, Italia, Portugalia și Spania. 
Principala direcție de înaintare a francezilor în interiorul continentului african a avut ca punct de plecare principal coasta Oceanului Atlantic (din Senegalul contemporan) spre est, prin Sahel, de-a lungul graniței sudice a deșertului Sahara – o zonă care acoperă teritoriile statelor contemporane Senegal, Mali, Niger și Ciad. Țelul suprem al francezilor era cucerirea unei regiuni neîntrerupte dinte Niger și Nil, ceea ce ar fi asigurat controlul întregului comerț spre și dinspre regiunea Sahelului, prin controlul asupra rutelor caravanelor prin Sahara. Francezii dețineau de asemenea un avanpost la gurile Mării Roșii în Djibouti (Somalia franceză), un care putea servi ca punct de plecare pentru o centură est-vest de teritorii franceze de-a latul continentului.

Britanicii, pe de altă parte, doreau să facă legătura între posesiunile lor din Africa Sudică (Africa de Sud, Bechuanaland și Rhodesia), cu cele din  Africa Răsăriteană (Kenya zilelor noastre) și aceste două zone cu regiunea bazinului fluviului Niul.  Sudanul, care în acele vremuri includea ceea ce sunt astăzi Sudanul de Sud și Uganda, era cheia îndeplinirii acestor obiective, în special de când Egiptul trecuse sub controlul Londrei. Această „linie roșie” (care includea de exemplu un proiect de  cale ferată Cape Town-Cairo) prin întreaga Africa a fost făcută celebră de omul politic britanc și sud african Cecil Rhodes, care visa ca Africa să fie „colorată în roșu [britanic]”.
Dacă se desenează o linie de la Cape Town la Cairo (visul lui Rhodes) și o alta de la Dakar la Somalia Franceză (Djibouti) spre Marea Roșie în Cornul Africii (ambiția francezilor), cele două se intersectează în estul Sudanul de Sud, în apropiere de orașul Fashoda (azi Kodok), ceea ce explică importanța strategică a localității. Axa franceză est-vest și cea britanică nord-sud nu puteau coexista – puterea europeană care era capabilă să ocupe punctul de intersecție a celor două rute avea să fie singura care putea continua cu îndeplinirea propriilor planuri.
Fashoda era legată de asemenea de așa numită „Problemă egipteană”, o dispută îndelungată dintre Regatul Unit și Franța asupra legalității ocupării de către britanici a Egiptului. Începând din 1882, numeroși politicieni francezi, în special cei din parti colonial, ajunseseră să regrete decizia franceză de a nu se alătura britanicilor în acțiunea de ocupare a Egiptului. Ei au sperat să îi forțeze pe britanici să părăsească țara, și considerau că un avanpost colonial pe Nilul Superior ar fi putut servi ca bază pentru canonierele franceze. Acest avanpost ar fi fost de așteptat să îi facă pe britanici să abandoneze Egiptul. A  mai existat o propunere pentru construirea unui baraj uriaș, care ar fi zăgăzuit aprovizionarea cu apă de pe Nil, și care i-ar fi obligat pe britanici să părăsească regiunea. Aceste idei erau aproape imposibil de realizat, dar ele au reușit să îi pună în gardă pe numeroși oficiali britanici. 

## Impasul

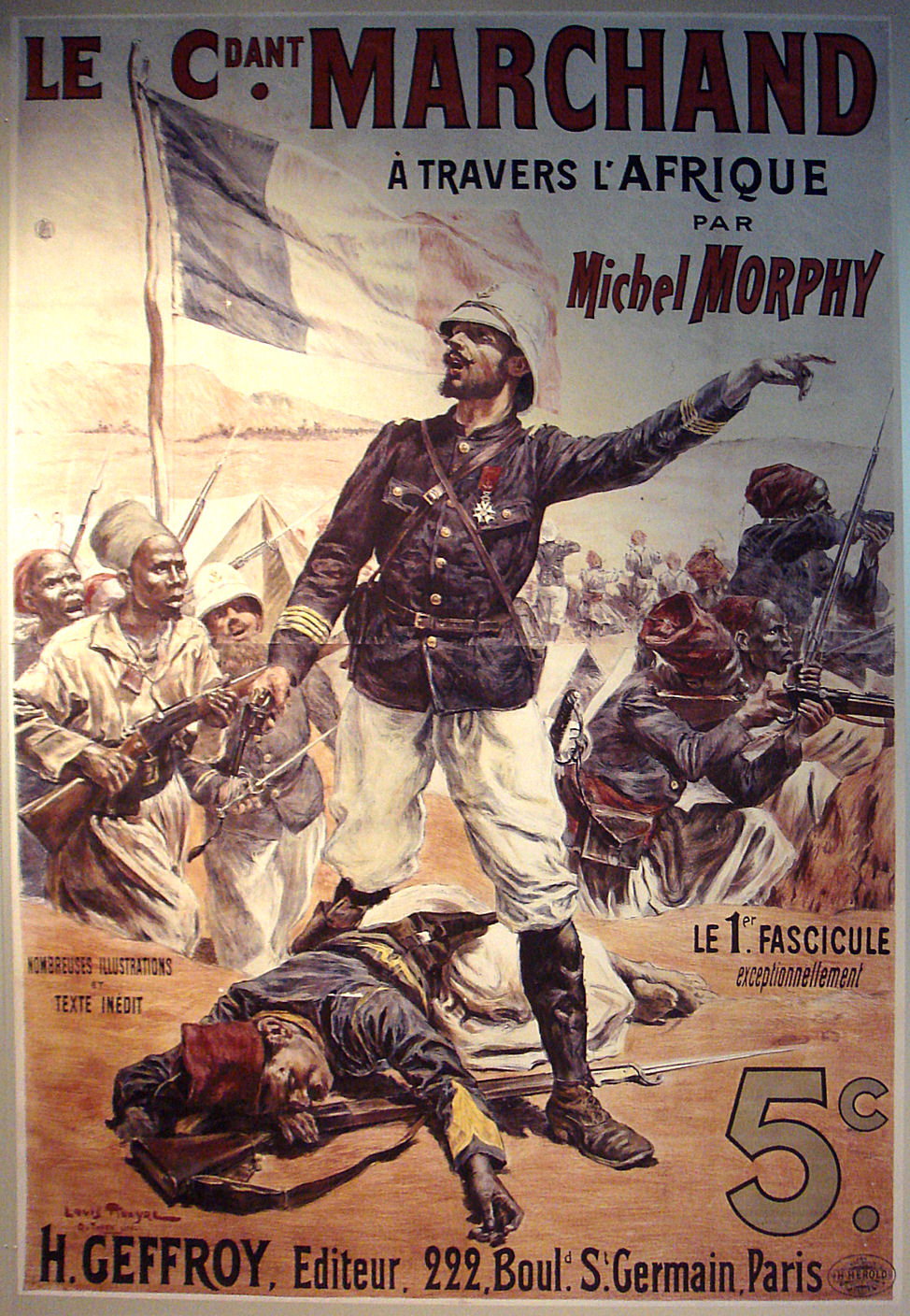
Ilustrație contemporană a marșului lui Marchand prin Africa

O forță de doar 120 de  tirailleurs senegalezi și 12 ofițeri, subofițeri și personal  de intendență francezi  — căpitanii Marcel Joseph Germain, Albert Baratier, Charles Mangin, Victor Emmanuel Largeau, locotenentul Félix Fouqué, profesorul Dyé, doctorul Jules Emily Major, subofițerul brevetat De Prat, sergenții George Dat, Bernard, Venail și traducătorul  militar Landerouin — au plecat din Brazzaville la bordul unui vas cu aburi închiriat de la belgieni, sub comanda maiorului Jean-Baptiste Marchand, cu ordinul să asigure controlul asupra regiunii din jurul orașului Fashoda, pe care să o transforme într-un protectorat francez. Ei au navigat în aval pe Oubangui atât cât a permis pescajul vaselor, după care au continuat să se deplaseze pe jos prin junglă și prin regiunea deșertică a Sudanului. Forța franceză a traversat Sudanul până la vale Nilului. Ei trebuiau să se întâlnească aici cu membrii altor două expediții care venea dinspre est prin Etiopia, una dintre ele, care plecase din Djibouti, era condusă de  Christian de Bonchamps, veteran al Expediției lui William Stairs.
După o călătorie dificilă de 14 luni prin inima Africii, expediția Marchand a ajuns la punctul planificat pe 10 iulie 1898, dar expediția Bonchamps nu a mai ajuns, după ce etiopienii îi opriseră din deplasare și după ce au suferit un accident în defileul râului Baro.  Din acest motiv, mica forță a lui Marchand a trebuit să acționeze fără ajutoare. Pe 18 septembrie, o flotilă de cinci canoniere a ajuns la  fortul izolat din Fashoda. La bordul vaselor britanice se aflau 1.500 de soldați britanici și egipteano-sudanezi, sub comanda lui  sir Herbert Kitchener și  a locotenent-colonelului Horace Smith-Dorrien. Marchand primise rapoarte eronate conform cărora forța care înainta spre pozițiile sale era una formată din derviși, dar în momentul în care s-a produs întâlnirea cu britanicii a fost pus în fața unei probleme mai degrabă diplomatice decât militare.
Dată fiind funcția de comandant al armatei anglo-egiptene care tocmai învinsese forțele Statul Mahdist în Bătălia de la Omdurman, Kitchener era în plin proces de recucerire a Sudanului în numele hidivului egiptean. După încheierea bătăliei, Kitchener a deschis un plic sigilat în care se afla un ordin pentru verificarea situației expediției franceze. Kitchener, care vorbea fluent franceza, a debarcat la Fashoda îmbrăcat în uniforma armatei egiptene, fiind întâmpinat cu curtoazie militară de comandanții francezi. Ambele tabere au insista asupra „drepturilor” pe care la aveau asupra Fashoda, dar au căzut de acord că trebuie să aștepte instrucțiuni din partea guvernelor lor.
Vestea întâlnirii de la Fashoda a fost transmisă la Paris și Londra și a inflamat mândria imperială a ambelor națiuni. Opinia publică s-a inflamat în ambele state, fiecare acuzând cealaltă parte de expansionism și agresiune neprovocate. Criza a continuat să se manifeste de-a lungul lunilor septembrie și octombrie. Royal Navy a trecut vasele în stare de luptă și și-a mobilizat rezervele.

## Soluționarea crizei

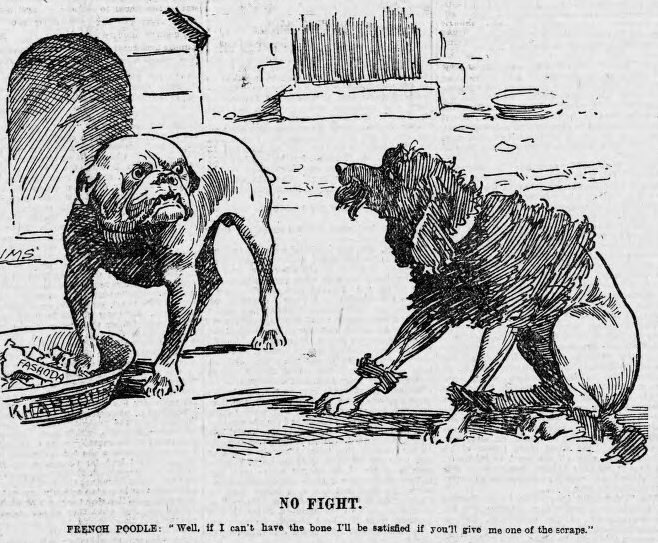
O caricatură din 1898. Pudelul francez cerșește de la buldogul britanic „Ei bine, dacă nu pot avea osul, voi fi mulțumit dacă îmi vei da niște resturi”.

Din punct de vedere naval, situația a fost în mare măsură în favoarea Marii Britanii, fapt recunoscut de deputații francezi după încheierea crizei. Meritul cel mai important pentru păstrarea calmului i-a revenit lui Marchand.
Realitățile militare au fost, fără îndoială, importante pentru Théophile Delcassé, noul ministru francez de externe. „Ei au soldați. Noi avem doar argumente”, avea el să spună cu resemnare. În plus, el nu vedea niciun avantaj într-un război colonial cu britanicii, mai ales că dorea să le câștige prietenia în eventualitatea unui viitor conflict cu Germania. Prin urmare, el a militat hotărât pentru o rezolvare pașnică a crizei, deși o asemenea soluție a provocat un val de naționalism și de sentimente antibritanice. Într-un editorial caustic publicat în 13 octombrie în L'Intransigeant, Victor Henri Rochefort a scris „Germania ne plesnește încontinuu peste față. Hai să nu le oferim obrazul Angliei”.
Conform opiniei naționaliștilor , capitularea Franței a fost o dovadă clară că armata franceză a fost puternic slăbită de trădătorii care l-au sprijinit pe  Dreyfus. Cu toate acestea, redeschiderea afacerii Dreyfus în ianuarie a distras opinia publică franceză de la evenimentele petrecute în Sudan și, datorită responsabililor politici care puneau la îndoială folosul unui război purtat într-o zonă atât de îndepărtată  a Africii, guvernul a ordonat pe 3 noiembrie soldaților săi să se retragă și criza sa încheiat pașnic. Marchand a ales să își retragă mica forță prin Abisinia spre Djibouti, evitând să traverseze rapid teritoriul anglo-egiptean cu vasele cu abur care navigau pe Nil.
În martie, a fost semnată Convenția anglo-franceză din 1898 ajungându-se la un acord conform căruia izvoarele fluviilor Nil și Congo marcau frontiera dintre sferele de influență ale celor două puteri. Incidentul Fashoda a fost ultima dispută colonială serioasă dintre britanici și francezi, iar soluția clasică diplomatică este considerată de cei mai mulți istorici ca fiind precursoarea Antanta cordială.
Cei doi protagoniști principali ai incidentului sunt comemorați prin Pont Kitchener-Marchand, un pod rutier 116-metru (381 ft) peste râul Saône, dat în folosință în 1959 în orașul francez  Lyon. Orașul Fashoda a fost oficial redenumit Kodok în 1904. În zilele noastre, orașul se află în Sudanul de Sud.

## Vezi și
- Relațiile internaționale dintre Marile Puteri (1814–1919)

## Bibliogrfie
- Andrew, G.;  et al. (1974). „Gabriel Hanotaux, the Colonial Party and the Fashoda Strategy”. The Journal of Imperial and Commonwealth History. 3 (1): 55–104. doi:10.1080/03086537408582422.
- Bates, D. (1984). The Fashoda Incident of 1898: Encounter on the Nile. Oxford University Press. ISBN 0192117718.
- Bell, P. (2014). France and Britain, 1900–1940: Entente and Estrangement. London: Routledge. ISBN 9781317892731.
- Brown, R. (1970). Fashoda Reconsidered: The Impact of Domestic Politics on French Policy in Africa, 1893–1898. Johns Hopkins University Press. ISBN 9780801810985.
- Churchill, W. (1899). The River War: An Historical Account of the Reconquest of the Soudan. London: Longmans, Green & Co. OCLC 2704682.
- Eubank, K. (1960). „The Fashoda Crisis Re-Examined”. Historian. 22 (2): 145–162. doi:10.1111/j.1540-6563.1960.tb01649.x.
- Giffen, M. (1930). Fashoda, the Incident and Its Diplomatic Setting. University of Chicago Press. OCLC 993310905.
- Horne, A. (2006). La Belle France: A Short History. New York: Vintage. ISBN 9781400034871.
- Langer, W. (1951). The Diplomacy of Imperialism, 1890–1902. New York: Alfred A. Knopf. OCLC 787805.
- Lewis, D. (1988). The Race to Fashoda: European Colonialism & African Resistance in the Scramble for Africa. London: Bloomsbury. ISBN 9780747501138.
- Moorehead, A. (2002). The White Nile. London: Penguin. ISBN 9780141391168.
- Pakenham, T. (1991). The Scramble for Africa, 1876–1912. New York: Random House. ISBN 9780394515762.
- Porter, C. (1975). The Career of Théophile Delcassé. Westport: Greenwood. pp. 132–139. ISBN 9780837177205.
- Riker, T. (1979). „A Survey of British Policy in the Fashoda Crisis”. Political Science Quarterly. 44 (1): 54–78. doi:10.2307/2142814.
- Taylor, A. (1950). „Prelude to Fashoda: The Question of the Upper Nile, 1894–5”. English Historical Review. 65 (254): 52–80. doi:10.1093/ehr/lxv.ccliv.52.
- Taylor, A. (1954). The Struggle for Mastery in Europe, 1848–1918. Oxford: Clarendon Press. OCLC 123580339.
- Vaïsse, M. (2004). L'Entente cordiale de Fachoda à la Grande Guerre: dans les archives du Quai d'Orsay (în franceză). Brussels: Éditions Complexe. ISBN 9782804800062.
- Wright, P. (1972). Conflict on the Nile: the Fashoda Incident of 1898. London: Heinemann. ISBN 9780434878307.

## Legături externe
- Materiale media legate de Incidentul Fashoda la Wikimedia Commons